# Ettore Frattari
Ettore Frattari (Ravenna, 9 settembre 1896 – Roma, 12 luglio 1976) è stato un politico italiano.

## Biografia
Figlio di un manovratore ferroviario, si diplomò perito agrimensore all'istituto tecnico di Ravenna e il 22 novembre 1915 venne chiamato alle armi (fu poi congedato nel 1919 a Genova, dopo aver raggiunto il grado di tenente). Durante il conflitto si iscrisse alla facoltà di agraria dell'università di Bologna, dove poi si sarebbe laureato il 31 luglio 1920. Dopo aver lavorato presso alcune associazioni agrarie di Ravenna, nel maggio del 1923 si iscrisse al Partito Nazionale Fascista e il mese successivo venne eletto nella prima amministrazione fascista della provincia romagnola, restando in carica sino al 1927 e svolgendo anche, per un breve periodo, le funzioni di propresidente. 
Nel settembre del 1928 divenne commissario governativo (e poi presidente sino al 1932) del Consorzio agrario di Ravenna, che riorganizzò su base provinciale attraverso la fusione con i consorzi di Lugo, Bagnacavallo e Faenza. Dal 1932 al 1936 divenne commissario ministeriale del sindacato degli agricoltori di Venezia, Treviso, Verona e dell'intero Triveneto. Durante l'invasione italiana dell'Abissinia il sottosegretario al ministero dell'Agricoltura Giuseppe Tassinari lo spedì in territorio etiope per svolgere una dettagliata analisi sulle possibilità organizzative del settore primario locale. Una volta tornato in patria, venne messo a capo della segreteria particolare dello stesso Tassinari.
Il 1º dicembre 1939 Tassinari, nominato da poco Ministro, fece in modo che Frattari divenisse direttore della Federazione nazionale dei consorzi provinciali agricoli, carica che gli garantiva di diritto l'ingresso nel consiglio di amministrazione della Banca Nazionale dell'Agricoltura. Nel marzo del 1941 venne nominato commissario ministeriale per l'acceleramento delle operazioni di ammasso obbligatorio dei cereali e per il coordinamento e il controllo delle organizzazioni sindacali ed economiche in agricoltura; l'incarico gli venne confermato anche l'anno successivo. Il 15 gennaio del 1942 venne nominato Presidente della Confederazione fascista degli Agricoltori, carica che lo faceva diventare membro del Gran Consiglio del Fascismo.
Nella riunione del 25 luglio 1943 non sottoscrisse l'ordine del giorno Grandi poiché ebbe "la sensazione precisa che si fosse voluto capovolgere la situazione politica, arrivando financo a una pace separata" e indurre il duce all'abbandono del potere. Aderì alla Repubblica Sociale Italiana e negli ultimi mesi di guerra assunse la presidenza della Cassa di risparmio di Padova e Rovigo; i tedeschi gli paventarono la possibilità di divenire Ministro dell'Agricoltura della RSI, ma egli rifiutò l'offerta. Fu anche testimone dell'accusa durante il Processo di Verona ed editore di una rivista, Nuova economia agricola.
Terminata la guerra si rifugiò a Milano per poi tornare, alla fine del 1945, a Roma, dove venne arrestato per il suo passato fascista, processato e infine prosciolto. Nel 1947 fondò una nuova rivista - denominata Rassegna dell'agricoltura italiana - e nello stesso entrò come dirigente (per poi divenirne dal 1965 consulente) in una grossa industria chimica, la Bombrini Parodi Delfino, curandone il settore antiparassitari di cui l'azienda di Colleferro divenne in pochi anni la maggiore produttrice nazionale. Alla fine degli anni Cinquanta divenne Presidente nazionale della sezione economica della ortofrutticoltura. 